# Lange Brinkweg 24
Lange Brinkweg 24 is een gemeentelijk monument in Soest in de provincie Utrecht. De voormalige schaapskooi werd in de 18de eeuw gebouwd voor de naastgelegen boerderij De Smickel op Lange Brinkweg 26.
De met riet gedekte schaapskooi wordt in 1828 al genoemd op een kadastrale minuut, later wordt de zuidzijde uitgebreid. Dit is nog te zien aan het uiterlijk van de westgevel, de rietdekking en de gebinten. In 1973 werd de schaapskooi omgebouwd tot woning. De toegangsdeur kwam daarbij een de rechterzijde.